# كلوستريديوم معتاش بالملح
كلوستريديوم هالوفيلام أو كلوستريديوم محب الملح أو كلوستريديوم أليف الملح أو كلوستريديوم معتاش بالملح هو نوع من البكتيريا من فصيلة كلوستريدياسيا.